# Пранаяма
Праная́ма (санскрит: प्राणायाम prāṇāyāma) — четвертий щабель раджа-йоги, дихальні вправи хатха-йоги.[джерело?]
На ступені пранаями садхака опановує мистецтво контролювати своє дихання, необхідне для вищих ступенів раджа-йоги. За індійським світоглядом Всесвіт пронизаний потоками енергії — прани. Пранаяма вчить керувати цими потоками і балансувати їх в тілі.

## Цикл дихання
Один цикл дихання поділяється на стадії:
1. Пурака — тобто вдихання, наповнення легень
2. Речака — видихання, спорожнення легень
3. Кумбхака — затримка дихання:
  - при наповнених легенях називається антара кумбхака
  - при порожніх легенях, після видихання, називається баг'я кумбхака.

## Вимоги

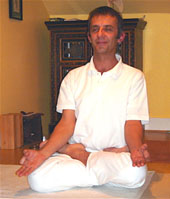
Падмасана — поза для пранаями

Перш, ніж розпочати заняття пранаямою, тіло садхаки повинно бути дещо загартоване асанами. Зазвичай, рішення про те, що фізичні кондиції учня дозволяють йому приступити до пранаями, приймає наставник (ґуру). Перед початком дихальних вправ потрібно спорожнити живіт та сечовий міхур. Найкраще виконувати пранаяму натщесерце або, принаймні, через шість годин після важкої їжі. Найкращий час для занять — ранок, до сходу сонця, або вечір, після заходу сонця. Пранаяма виконується в чистому, добре провітреному, вільному від комарів та інших комах, негамірному місці.
Найкраща поза для пранаями — падмасана (поза лотоса). Якщо її важко виконати, то можна сісти в будь-яку іншу позу з прямою, перпендикулярною до підлоги спиною. Дихання майже у всіх вправах виконується через ніс. При цьому не повинно відчуватися напруження м'язів обличчя, очей, вух, шиї, плечей, рук та ніг. Руки та стегна необхідно розслабляти свідомо, бо вони напружуються під час вправ автоматично. Язик повинен залишатися непорушним, бо інакше в роті накопичуватиметься слина. Очі при виконанні пранаями потрібно заплющити, щоб не відволікатися.
Пранаяму можна виконувати не раніше, ніж через 15 хвилин після легких занять асанами. Асани ніколи не повинні виконуватися одразу ж після пранаями. Садхака повинен контролювати себе і ніколи не перенапружуватися. Потрібно намагатися витримувати однакову тривалість вдихання і видихання. Після занять пранаямою необхідно 5-10 хв. полежати в шавасані (поза мерця).

## Бандха
Бандхи — положення, в яких певні органи тіла напружені. Для пранаями важливі джаландхара-бандха, уддіяна-бандха та мула-бандха.
Джаландхара-бандха — таке положення підборіддя, коли воно опускається у ямку на грудині, напружуючи шию та горло.
Уддіяна-бандха — підняте положення діафрагми, коли всі внутрішні органи відтягнуті назад до хребта.
Мула-бандха — скорочення м'язів у районі анусу.
Тантричні тексти стверджують, що метою пранаями є підняття кундаліні — згорнуту в кільце (як змія) енергію, локалізовану біля основи хребта у районі муладхара-чакри.

## Пранаями
Основною і базовою пранаямою є уджаї-пранаяма. Це метод повільного глибокого дихання через ніс із короткими затримками перед видиханням і вдиханням («кумбхакі»), без роздування живота. Цю пранаяму можна виконувати в будь-який час дня, і, без джаландхара-бандхи, навіть йдучи чи лежачи.
Інші типи дихальних вправ проводяться із вдиханням та видиханням через різні ніздрі, із різними тривалостями вдихання, видихання та затримок, різкі, рвучкі вдихання і видихання, вдихання ротом із скрученим в трубочку язиком, неплавне вдихання та видихання із затримками посеред процесу тощо.
Згідно з уявленнями йоги, ці різні дихальні вправи змушують прану протікати різними каналами (наді) та стимулювати різні чакри в тілі.

## Використання в медицині
Кілька дослідників повідомляють, що пранаяма корисна при лікуванні психічних захворювань, пов'язаних із стресом
, покращує автономні функції, знімає симптоми астми
та зменшує ознаки окислювального стресу
. Лікарі стверджують, що заняття пранаямою покращує стабільність психіки, виробляє силу волі і тверезість міркувань, а також, що постійні заняття пранаямою продовжують життя та ясність думки в старості.

## Механізми впливу пранаям
- Зміна концентрації кисню (збільшується при інтенсивному диханні) і вуглекислого газу (збільшується при затримках діхання) в організмі;
- Включення в роботу в процесі дихання різних груп дихальних м'язів (та вплив через те на психо-емоційний стан практика);
- Масаж внутрішніх органів;
- Вплив на тиск;
- Рефлекторний вплив на симпатичну і парасимпатичну нервову систему.[9]

## Застереження
Пранаяма, як будь-який медичний інструмент, є двосічним мечем і може не тільки допомогти, а й нашкодити. Всі тексти з йоги, починаючи з традиційної індійської літератури, застерігають проти невмілого використання пранаями і рекомендують займатися нею під керівництвом досвідченого вчителя (ґуру).